# أحواض دبي الجافة

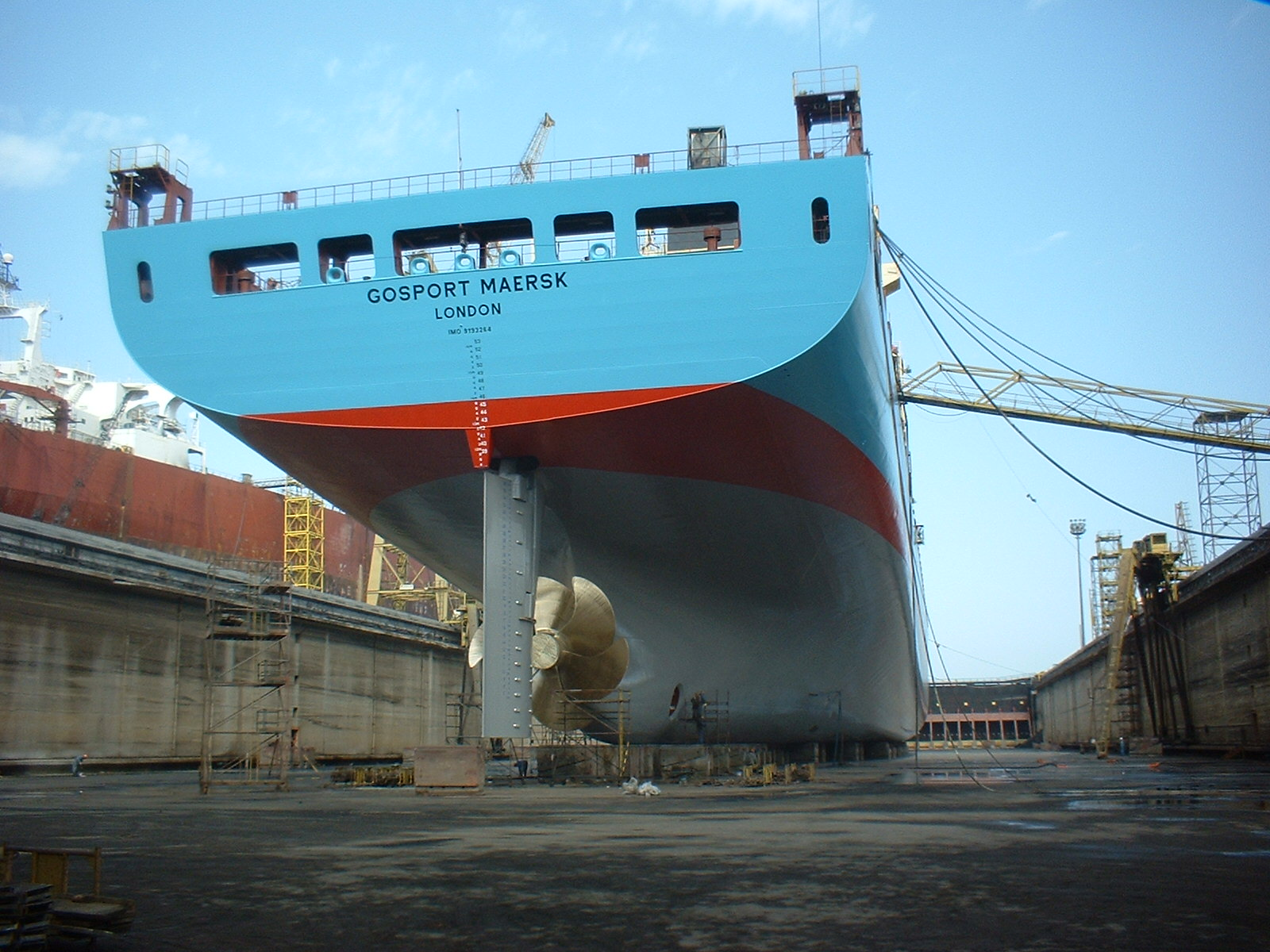

أحواض دبي الجافة هي منشأة للأحواض الجافة تقع بالقرب من ميناء راشد في دبي، الإمارات العربية المتحدة. بدأت فكرة إنشاء أحواض دبي الجافة في عام 1971. وبعد إجراء دراسات الجدوى والبناء، تم افتتاح المرفق في عام 1983. وهي منشأة الأحواض الجافة الكبيرة الوحيدة في الخليج العربي. منذ افتتاحها، قامت الساحة بإصلاح أكثر من 6000 سفينة بحمولتها الإجمالية 500 مليون طن. تقوم أحواض دبي الجافة ببناء سفن جديدة منذ عام 1994، ومنذ ذلك الحين أكملت أكثر من 70 مشروعًا. يحتوي الحوض الجاف أيضًا على أكبر رافعة عائمة في الشرق الأوسط.
وقع حادث ضخم في عام 2002، حيث توفي 29 عاملاً بعد أن بدأ الماء يدخل الأحواض الجافة عندما فشلت الأقفال بطريقة ما.